# Hamid Svrzo
Hamid Svrzo (1886/1887 Sarajevo, Bosna a Hercegovina – 18. června 1925 Sarajevo, Království Srbů, Chorvatů a Slovinců) byl bosenskohercegovský politik bosňáckého původu.

## Životopis
Pocházel z bohaté obchodnické rodiny v Sarajevu. V rodném městě Hamid dokončil Vyšší gymnázium (maturoval 1909). Ve studiu pokračoval na právnické fakultě Univerzity ve Vídni. Již v této době měl blízko k srbské nacionální myšlence, kterou přijal za svou. Aktivně působil ve spolcích Gajret a Prosvjeta.
Na začátku první světové války byl jako protivládní aktivista zadržen a internován v pevnosti v uherském Aradu. Kvůli chabému zdraví a po intervenci rodiny byl přemístěn do internace v Bihaći a nato v Cazinu. V létě 1915 unikl dalšímu vězení, když se dobrovolně přihlásil do armády, ale do bojů se nezapojil. Roku 1917 byl vojenské služby zproštěn a do konce války žil v ústraní.
Na podzim 1918 podpořil vznik Státu Slovinců, Chorvatů a Srbů a následně Království Srbů, Chorvatů a Slovinců. Sám byl v říjnu kooptován do Národní rady pro Bosnu a Hercegovinu. Byl jedním ze tří radních, kteří začátkem listopadu přivítali srbskou armádu na východních hranicích Bosny. Patřil mezi horlivé podporovatele sjednocení jihoslovanských zemí Rakouska-Uherska se Srbskem. Byl členem delegace, která v Bělehradě vyjednávala o vzniku nového jihoslovanského státu. Od 1. března 1919 do voleb do Ústavodárného shromáždění roku 1920 zasedal v Prozatímním národním zastupitelstvu (Privremeno narodno predstavništvo Kraljevstva Srba, Hrvata i Slovenaca), dočasném jihoslovanském parlamentu. Nato odešel do Vídně, kde dokončil vysokoškolská studia a získal doktorát. V této době byl exponentem Jugoslávské demokratické strany.
Roku 1925 zemřel na tuberkulózu.